# Anicetus
Svatý Anicetus byl jedenáctým papežem katolické církve. Jeho pontifikát se datuje do let 154/155 – 166/167.

## Život
Římským biskupem byl přibližně od roku 155 do roku 166. Různé prameny udávají rozpětí 150 až 168. Pocházel ze Sýrie, z města Emesa. O jeho životě před usednutím na papežský stolec není nic známo.
V době jeho pontifikátu se znovu otevřel spor mezi východní a západní církví v otázce termínu slavení Velikonoc. Aniceta navštívil sv. Polykarp, biskup ze Smyrny, aby problém vyřešil. Smyrenská církev totiž slavila jako vrcholný den Velikonoc den ukřižování Ježíše Krista a tento svátek kladla na čtrnáctý den měsíce Nisan podle hebrejského kalendáře, a to bez ohledu na to, na který den v týdnu svátek připadl. Tento termín jednak koincidoval se židovským svátkem Pesach, jednak to přinášelo i potíže s účastí věřících na bohoslužbách. Již Anicetův předchůdce sv. Pius I. stanovil, že vrcholným svátkem Velikonoc je vzkříšení Ježíše Krista a dnem svátku určil neděli. Oba světci se nedohodli, ale papež znovu povolil smyrenským slavit Velikonoce podle jejich zvyklostí. Tím problém neskončil a zaměstnával církev ještě několik století. Nicméně již samotná návštěva Polykarpova, jakož i návštěva jednoho z prvních historiků církve Heggesipa naznačila rostoucí význam římské diecéze v hierarchii církve.
Anicetus rázně vystoupil proti heretikům. Odsoudil montanismus a vedl aktivní diskusi s gnostiky a markionisty. Podle Liber Pontificalis zakázal nosit kněžím dlouhé vlasy, jak to nařídil již sv. Anaklét. Pravděpodobným důvodem je však to, že dlouhé vlasy nosili právě gnostici.
V katolické martyrologii je uváděn jako mučedník. Data smrti jsou uváděna 16., 17. nebo 20. duben. Za den pro připomenutí jeho památky byl zvolen 20. duben.